# Bert Strebe
Bert Strebe (* 1958 in Hunteburg im Landkreis Osnabrück) ist ein deutscher Schriftsteller, Lyriker und Journalist. Er lebt und arbeitet in Hannover.

## Leben und Werk
Nach dem Abitur machte Strebe eine Ausbildung bei der Neuen Osnabrücker Zeitung, wurde Redakteur bei terre des hommes, Osnabrück, und später bei der Hannoverschen Allgemeinen Zeitung (HAZ), wo er in der Niedersachsen- und der Lokalredaktion und später im Kulturressort arbeitete. Seit 2008 arbeitete er freiberuflich als Schriftsteller und Journalist, und von 2017 bis Anfang 2024 wieder als Reporter für die HAZ, zudem freiberuflich als Autor.
Strebes Werk, auch seine Prosaarbeiten und sogar manche seiner Reportagen, ist vor allem geprägt von einer lyrischen und metaphernreichen Sprache.
Eines seiner Gedichte wurde bereits in eine Textsammlung für den Schulbedarf aufgenommen, und auch in einer Geschichte der Lyrik seit 1945 wird Strebe als beachtenswerter Lyriker erwähnt.
Sein erster Roman, Gethsemane, erzählt die Geschichte einer Gruppe von sieben Jugendlichen, die sich auf einem Grundstück treffen, das sie „Gethsemane“ nennen. Einige von ihnen sterben, einige sehen sich nach vielen Jahren wieder. Mit autobiografischen Anklängen durchsetzt (u. a. spielen Nicaragua und der Status als Journalist eine entscheidende Rolle) steht ein Mann im Mittelpunkt, der sich mit einer zerbröckelnden Ehe und einer drogensüchtigen, verschwundenen Tochter konfrontiert sieht. Der Roman ist ein mehrfach gebrochenes Sittenbild sowohl der siebziger Jahre als auch der Jetztzeit. Der Kritiker der HAZ lobt das Porträt des Paares als „großartig“ und attestiert Strebe insgesamt „große sprachliche Könnerschaft“.
Ein Jahr nach Gethsemane erschien Strebes Gedichtband Rauhtier. Die Lyrikerin Caroline Hartge schrieb dazu in einer Rezension, Strebe lege "hiermit den beachtenswerten Nachweis vor, dass es mitunter eine existenzielle (auch: literarische) Kargheit sein kann, die die größte Kunst hervorzubringen imstande ist".
2012 realisierte Bert Strebe zusammen mit dem Künstler Pablo Hirndorf das Projekt Das Haus der Sonne. Die Idee war, seine Texte mit anderen Kunstformen zu kombinieren und daraus etwas Neues entstehen zu lassen.
Pablo Hirndorf entwarf, inspiriert durch Strebes Gedichte, ein Haus als begehbare Skulptur, ein Raum für Bilder und Wörter.
Im Jahr 2023 startete Strebe die Herausgabe der Lyrikedition Hannover im Wehrhahn Verlag mit zehn Bänden, die ersten drei Bände (Autoren: Caroline Hartge, Hans Georg Bulla und Sabine Göttel) erschienen im Dezember 2023.

## Bibliografie
- 1999 Zwischenwasser, Gedichte. Verlag Eric van der Wal, Bergen/Holland
- 2002 Katzenlicht, Gedichte. Verlag Eric van der Wal, Bergen/Holland
- 2002 Die Innenseite des Wassers, Hörspiel. Deutschlandradio Berlin (Regie: Harald Krewer, mit Jens Harzer u. a.)
- 2005 Rabenkind, Theaterstück. Städtische Bühnen Osnabrück (Regie: Reinhard Hinzpeter, mit Neda Rahmanian und Babette Winter)
- 2008/2009 An der Kante des Mondlichts, Lyrik und Neue Musik. CD und Bühnenprogramm (zusammen mit dem Hamburger Komponisten Dominique Goris)
- 2011 Gethsemane, Roman. Stadtlichter Presse, Wenzendorf. ISBN 978-3-936271-58-4
- 2012 Eine vollkommene Frau, Erzählung. Stadtlichter Presse, Wenzendorf.
- 2012 Rauhtier, Gedichte. Stadtlichter Presse, Wenzendorf. ISBN 978-3-936271-65-2
- 2013 Schrittmacher, zwölf Geschichten. Stadtlichter Presse, Wenzendorf. ISBN 978-3-936271-70-6
- 2014 Monologe mit Maria, Gedichte. Stadtlichter Presse, Wenzendorf.
- 2014 Rabenkind, Szenische Texte. Stadtlichter Presse, Wenzendorf. ISBN 978-3-936271-74-4
- 2018 Es war einmal – Hannoversche Märchen, Volksmärchen aus der Region Hannover, zusammengestellt und bearbeitet von Bert Strebe. Madsack Medienagentur, Hannover.
- 2018 Von dir, von mir, neun Gedichte, mit zwei Bildern von Otto Quirin. Privatdruck Carl-Walter Kottnik, Hamburg.
- 2024 Vor Tau und Tag, Gedichte, mit Zeichnungen von Peter Marggraf. San Marco Handpresse, Neustadt am Rübenberge.

## Preise
- 1999 Journalistenpreis Die spitze Feder (3. Preis) für die Aufdeckung eines Korruptionsfalls in Hannover
- 2002 Arbeitsstipendium im Rahmen der Literaturförderung des Landes Niedersachsen
- 2009 Katholischer Medienpreis für das Radiofeature Das Fenster zum Himmel war offen über die Nahtoderfahrungen des Dirigenten George Alexander Albrecht (NDRkultur)[7]